# These Hopeful Machines
These Hopeful Machines es el sexto álbum de estudio del productor de música electrónica BT, nominado al Grammy. Fue lanzado el 2 de febrero de 2010. El álbum contiene una versión de "The Ghost in You" de The Psychedelic Furs. Colaboran vocalistas de la talla de JES, Andrew Bayer, Rob Dickinson, Christian Burns y Kirsty Hawkshaw. El álbum fue nominado en los Premios Grammy 2011 en la categoría Mejor álbum de música electrónica/álbum dance. El álbum fue editado y relanzado como These Humble Machines en 2011. Más tarde, en 2011, el álbum fue lanzado en una versión remezclada llamado These re-imagined machines contiene una versión del álbum y una Edición limitada para coleccionistas en "Box Set".

## Antecedentes
El 9 de junio de 2009, el primer sencillo fue "The Rose of Jericho" la primera parte fue lanzado en Beatport, y la segunda (y última) parte fue editada el 23 de junio de 2009. Los cinco remixes fueron incluidos en Deus ex Machina Album Mix. El siguiente sencillo, "Every other way", fue lanzado el 22 de diciembre de 2009. El tercer sencillo del álbum, " Suddenly", fue el último sencillo, lanzado el 12 de enero de 2010 para descarga digital solamente. Desde el lanzamiento del álbum, el cuarto y quinto sencillo, "Forget Me" y "The Emergency", fueron lanzados el 14 de junio de 2010 y 28 de septiembre de 2010, respectivamente.
BT decidió lanzar el álbum en formato digital con dos tracks antes de lanzar el álbum.BT: Music Should Be An Experience by Urban Marinade</ref> El día del lanzamiento, una versión exclusiva en MP3 de These Hopeful Machines estuvo disponible en Amazon, que incluye un remix bonus de "Always", por Chicane.

## Lista de canciones
| Disco 1 |                       |                                   |          |  |
| N.º     | Título                | Escritor(es)                      | Duración |  |
| 1.      | «Suddenly»            | BT, Christian Burns               | 8:05     |  |
| 2.      | «The Emergency»       | BT, Christian Burns, Andrew Bayer | 10:53    |  |
| 3.      | «Every Other Way»     | BT, Jes                           | 11:06    |  |
| 4.      | «The Light in Things» | BT, Jes                           | 10:47    |  |
| 5.      | «The Rose of Jericho» | BT                                | 7:43     |  |
| 6.      | «Forget Me»           | BT, Christian Burns               | 9:37     |  |
| 58:17   |                       |                                   |          |  |

| Disco 2 |                          |                                      |          |  |
| N.º     | Título                   | Escritor(es)                         | Duración |  |
| 1.      | «A Million Stars»        | BT, Kirsty Hawkshaw, Ulrich Schnauss | 12:24    |  |
| 2.      | «Love Can Kill You»      | BT                                   | 5:21     |  |
| 3.      | «Always»                 | BT, Rob Dickinson                    | 6:12     |  |
| 4.      | «Le Nocturne De Lumière» | BT                                   | 11:38    |  |
| 5.      | «The Unbreakable»        | BT, Rob Dickinson                    | 10:24    |  |
| 6.      | «The Ghost in You»       | The Psychedelic Furs                 | 7:56     |  |
| 54:01   |                          |                                      |          |  |

| Amazon MP3 Exclusive |                          |          |  |
| N.º                  | Título                   | Duración |  |
| 1.                   | «Always» (Chicane Remix) | 8:19     |  |

### Personal
Disco 1
- Track 1: Vocales por BT y Christian Burns.
- Track 2: Vocales por BT (vocalista de fondo) y Christian Burns.
- Track 3: Vocales por Jes. Coros por BT y Christian Burns.
- Track 4: Vocales por Jes. Coros por BT.
- Track 6: Vocales por BT (vocalista de fondo) y Christian Burns. Fin del coro cantado por Kaia Transeau.

Disco 2
- Track 1: Vocales por Kirsty Hawkshaw. Coros por BT.
- Track 2: Vocales por BT (vocalista de fondo) y Christian Burns.
- Track 3, 5: Vocales por Rob Dickinson.
- Track 6: Vocales por BT. Coros por Amelia June.

### Lanzamientos
| País           | Fecha                | Discográfica          | Catálogo         |
| -------------- | -------------------- | --------------------- | ---------------- |
| Estados Unidos | 2 de febrero de 2010 | Nettwerk              | 0 6700 30849 2 5 |
| Canadá         | 2 de febrero de 2010 | Nettwerk              | 0 6700 30849 2 5 |
| Australia      | 2 de febrero de 2010 | 405 Recordings        | 45CD10007        |
| Países Bajos   | 2 de febrero de 2010 | Black Hole Recordings | Black Hole CD 61 |
| Reino Unido    | 22 de marzo de 2010  | New State Recordings  | NEWCD9070        |